# Pruntrut–Zürich
Pruntrut–Zürich (auch Porrentruy–Zürich) war ein Schweizer Strassenradrennen, das zeitweise als Eintagesrennen und zeitweise als Etappenrennen ausgetragen wurde.

## Geschichte
1946 wurde Pruntrut–Zürich begründet und mit Unterbrechungen bis 2004 fortgeführt. In den 1960er Jahren wurde Pruntrut–Zürich über zwei Etappen ausgefahren. Der Kurs des Rennens führte von Pruntrut im Kanton Bern (bzw. später Kanton Jura) in die grösste Stadt der Schweiz nach Zürich.

## Palmarès
- 1946  Karl Litschi
- 1949  Georges Aeschlimann
- 1960  René Binggeli
- 1963  Francis Blanc
- 1964  René Rutschmann
- 1965  Leone Scurio
- 1968  Xaver Kurmann
- 1978  Richard Trinkler
- 1979  Rocco Cattaneo
- 1983  Benno Wiss
- 1987  Tom Brändli
- 1988  Daniel Gisiger
- 1989  Daniel Huwyler
- 1995  Roland Schätti
- 1999  Josef Christen
- 2004  Christophe Moreau